# MIDEM
MIDEM(미뎀)은 프랑스 칸의 팔레 데 페스티발 에 데 콩그레와 그 주변에 매년 조직되는 Marché International du Disque et de l'Edition Musicale의 약자이다. 음악 생태계를 선도하는 국제 비즈니스 행사로 불리는 이 무역 박람회는 1967년부터 개최되고 있다. 전 세계 수천 명의 음악가, 프로듀서, 에이전트, 매니저, 변호사, 임원, 기업가, 언론인들이 정기적으로 이 행사에 참석하는데, 이 행사는 보통 1월 말이나 2월 초에 열린다. 녹음, 아티스트 관리 및 퍼블리셔의 딜러들이 네트워크를 통해 자신의 자료를 공개한다. 또한 저녁에는 라이브 음악이 방송된다.

## 비즈니스 역할
MIDEM은 비즈니스 회담, 정치 및 법률 토론을 위한 포럼을 제공한다. 글로벌 유통과 음악 거래가 봉합된 시장이다. 또한 신인 아티스트, 음악 트렌드와 음악 관련 제품과 서비스를 선보이는 플랫폼이다. 소위 음악 기술, 즉 음악 기술 서비스는 지난 몇 년 동안 더욱 두드러지게 등장해 왔다.

## 출석
2013년 1월, MIDEM은 3,000개 회사(이 중 1,350개 회사만의 스탠드나 전시관을 가지고 있음)의 6,400명의 대표단이 참석했다. 이 행사는 350명의 국제 기자들이 취재했다. 비록 전세계에서 참석자들이 있지만, 대부분의 대의원들은 서유럽과 북미 출신이었다. 2015년에는 더 많은 국제 대표단이 등록했다.
2020년과 2021년에도 코로나19 제한으로 인해 이벤트는 온라인을 통해 진행되었다. 프랑스 남부는 여전히 통행금지 및 제한을 받고 있을 뿐만 아니라, 많은 국제 참가자들이 칸에 도착하지 못할 것이며, 주요 기업들은 직원들을 잠재적으로 전염성이 있는 환경으로 보내는 것에 대해 말을 아끼게 될 것이라고 느꼈다. MIDEM은 2022년 6월에 칸으로 돌아오기로 약속했다.